# Remmert Wielinga
Remmert Wielinga (Eindhoven, 27 d'abril de 1978) va ser un ciclista neerlandès, que fou professional entre el 2001 i el 2007, i finalment uns mesos el 2011.

## Palmarès
- 1999
  -  Campió dels Països Baixos de contrarellotge sub-23
- 2000
  -  Campió dels Països Baixos de contrarellotge sub-23
- 2003
  - 1r al Trofeu Calvià
  - Vencedor d'una etapa a la Volta a Andalusia
- 2006
  - 1r al Gran Premi de Chiasso

### Resultats al Tour de França
- 2003. Abandona (16a etapa)

### Resultats al Giro d'Itàlia
- 2006. Abandona (5a etapa)